# Бальдеррама, Клаудия
Клаудия Бальдеррама Ибаньес (исп. Claudia Balderrama Ibáñez; род. 13 ноября 1983, Ла-Пас) — боливийская легкоатлетка, специалистка по спортивной ходьбе. Выступала на профессиональном уровне в 2006—2016 годах, победительница и призёрка ряда крупных международных стартов, участница летних Олимпийских игр в Лондоне.

## Биография
Клаудия Бальдеррама родилась 13 ноября 1983 года в городе Ла-Пас, Боливия.
Впервые заявила о себе в лёгкой атлетике на международном уровне в сезоне 2006 года, когда вошла в состав боливийской сборной и выступила в ходьбе на 20 км на домашнем чемпионате Южной Америки в Кочабамбе.
В 2010 году в 20-километровой дисциплине одержала победу на чемпионате Боливии в Кочабамбе, выиграла серебряную медаль на южноамериканском чемпионате в Кочабамбе, заняла 35-е место на Кубке мира по спортивной ходьбе в Чиуауа.
В 2011 году вновь стала чемпионкой Боливии, закрыла десятку сильнейших Панамериканского кубка в Энвигадо, превзошла всех соперниц на ALBA Games в Баркисимето, выступила на чемпионате мира в Тэгу, финишировала седьмой на Панамериканских играх в Гвадалахаре.
В 2012 году среди прочего была четвёртой на чемпионате Южной Америки в Салинасе, заняла 25-е место на Кубке мира в Саранске. Выполнив олимпийский квалификационный норматив (1:38:00), удостоилась права защищать честь страны на летних Олимпийских играх в Лондоне — в программе 20 км установила свой личный рекорд 1:33:28, расположившись в итоговом протоколе соревнований на 30-й строке. Являлась знаменосцем боливийской делегации на церемонии закрытия Игр.
В 2014 году получила серебро на домашнем южноамериканском чемпионате в Кочабамбе, была дисквалифицирована за нарушение техники ходьбы на Южноамериканских играх в Сантьяго, показала 67-й результат на Кубке мира в Тайцане.
В 2015 году соревновалась в ходьбе на 20 км на Панамериканских играх в Торонто и на чемпионате мира в Пекине — в обоих случаях получила дисквалификацию.
В 2025 году заняла 5-е место на полумарафоне в Санта-Крус-де-ла-Сьерра.